# Бакалов, Василий Иванович
Василий Иванович Бакалов (18 апреля 1929, село Семейки, Центрально-Чернозёмная область — 25 января 2020) — советский конструктор вооружений.
Главный конструктор танковой защиты «Дрозд», имеет почти 150 авторских свидетельств на изобретения.

## Биография
Родился 18 апреля 1929 года в селе Семейки (ныне — Воронежской области).
До войны он посещал в ОСВОДе группу юных моряков, где мальчишки учились плаванию, ходили на шлюпках.
В августе 1945 года закончил спецучилище 4-го военно-восстановительного отряда. Работал в ЭПРОН, плавал на буксирах «Сталинград», «Чапаев» и был машинистом.
В 1948 году поступил в электротехнический техникум в Алма-Ате. Закончив его с красным дипломом, решил продолжить обучение и поступил в Ленинградский электротехнический институт связи. Василий Бакалов принимал активное участие в общественной и научной деятельности института, возглавлял студенческое научное общество и был членом ученого совета института.
В 1957 году Бакалов окончил институт и получил красный диплом. По совету знакомых он решил поехать в Тулу, куда приехал 5 августа 1957 года вместе с женой. Был принят инженером-конструктором в ЦКБ-14. Уже спустя три года его назначили начальником лаборатории, а ещё спустя год — начальником КБ-1. В 1968 году Василий Иванович — первый заместитель начальника и главного конструктора, главный инженер КБП.
В ноябре 1978 года Бакалов был назначен на должность начальника и главного конструктора ЦКИБ СОО (Центральное конструкторское бюро спортивного охотничьего оружия). К этому времени бюро специализировалось на разработке и изготовлении высококлассных образцов спортивно-охотничьего оружия, боевого стрелкового оружия, противотанковых и противопехотных гранатометов, башенных пулемётных и малокалиберных артиллерийских корабельных зенитных установок и установок специального назначения. Проработал на этой должности по сентябрь 1997 года.
Его трудовой стаж насчитывает больше 60 лет, из которых 52 года связаны с ГУП «КБП» и ЦКИБ СОО.
В последнее время, находясь на пенсии, продолжал работать в должности советника генерального директора по направлению работ ЦКИБ СОО.

## Разработки

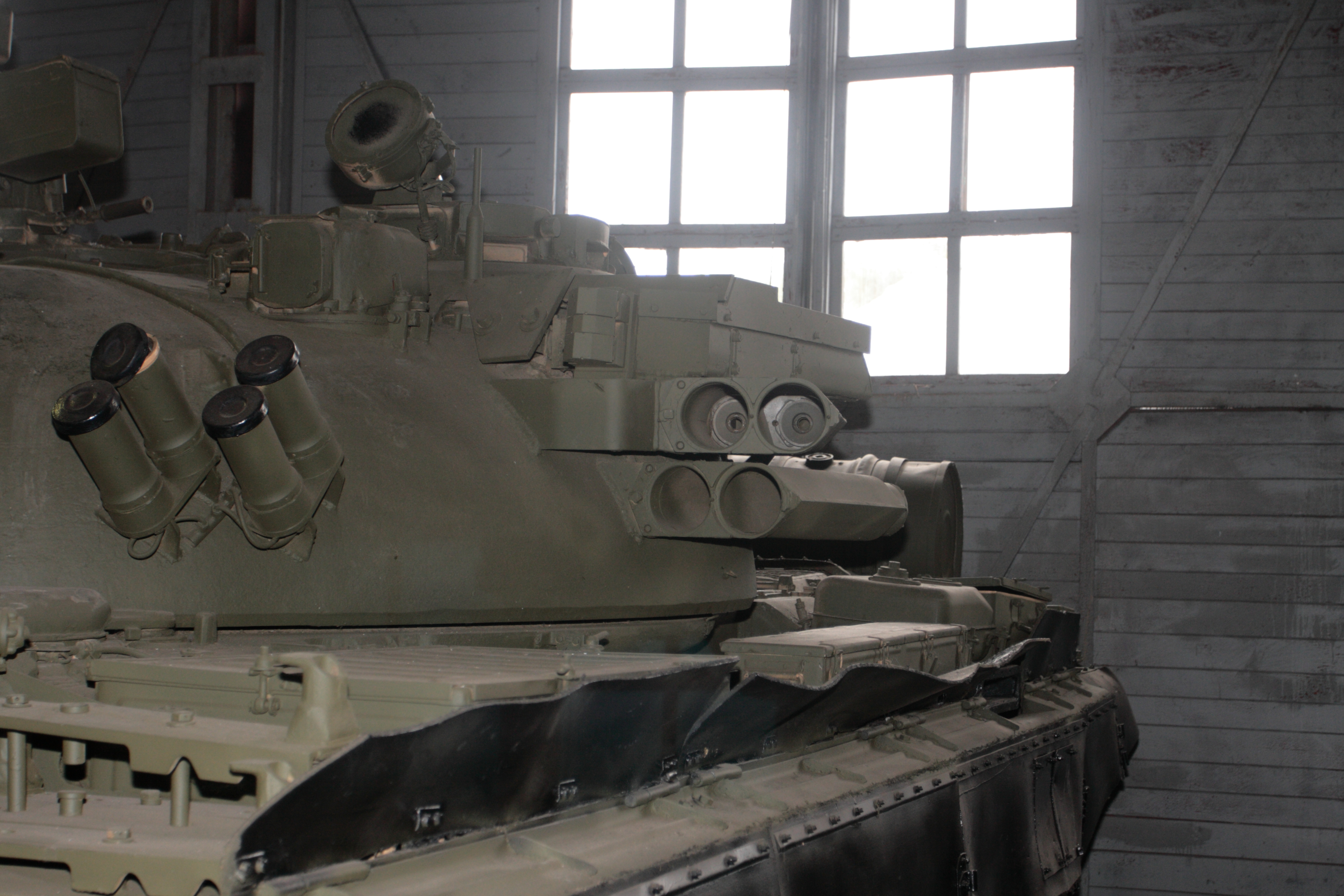
Система «Дрозд» на танке

За время своей работы Василий Иванович проявил незаурядные данные в разработке противотанковых управляемых снарядов, находясь у истоков зарождения этого направления на предприятии. Он принял участие в разработке ПТУРС «Лотос», комплексов «Дракон», «Конкурс», «Метис», «Кастет», «Бастион», «Рефлекс», управляемого артиллерийского снаряда «Краснополь» и зенитного комплекса «Тунгуска».
Под руководством В. И. Бакалова была разработана и принята на вооружение армии уникальная, не имеющая до сих пор аналогов в мире, система активной защиты танков «Дрозд». Коллектив создателей комплекса был отмечен Ленинской и Государственной премиями.
Бакалову принадлежит предложение разработки карабинов на базе автомата Калашникова ОЦ-25 «Егерь», на базе снайперской винтовки Драгунова (СВД) — ОЦ-18, на базе самозарядного карабина Симонова (СКС) — ОЦ-32, на базе карабина образца 1938/1944 гг. и винтовки С. И. Мосина — ОЦ-31.

## Награды
- Награждён орденами Трудового Красного Знамени, Октябрьской Революции, медалями «За доблестный труд. В ознаменование 100-летия со дня рождения Владимира Ильича Ленина», «50 лет Победы в Великой Отечественной войне 1941—1945 гг.», «300 лет Российскому флоту».
- Лауреат Ленинской премии, премии им. С. И. Мосина и премии Миноборонпрома России.
- Бакалову присвоены звания «Ветеран труда», «Почётный радист», «Почётный работник промышленности вооружения».
- Почётный гражданин города Тулы.